# Groupe E Académie Fribourg U23
El Groupe E Académie Fribourg U23 es un equipo de baloncesto suizo con sede en la ciudad de Fribourg, que compite en la LNB, la segunda división del baloncesto suizo. Disputa sus encuentros como local en la Salle Saint-Léonard , con capacidad para 2.800 espectadores. Es el equipo filial del Benetton Fribourg Olympic.

## Posiciones en Liga
- 2008 (1LN)
- 2009 (7-LNB)
- 2010 (9-LNB)
- 2011 (13-LNB)
- 2012 (12-LNB)
- 2013 (5-LNB)